# Denis Peyrony
Denis Peyrony, född 21 april 1869 i Cussac i Dordogne, död 25 november 1954 i Sarlat-la-Canéda, var en fransk arkeolog.